# Francisco Atanasio Dominguez

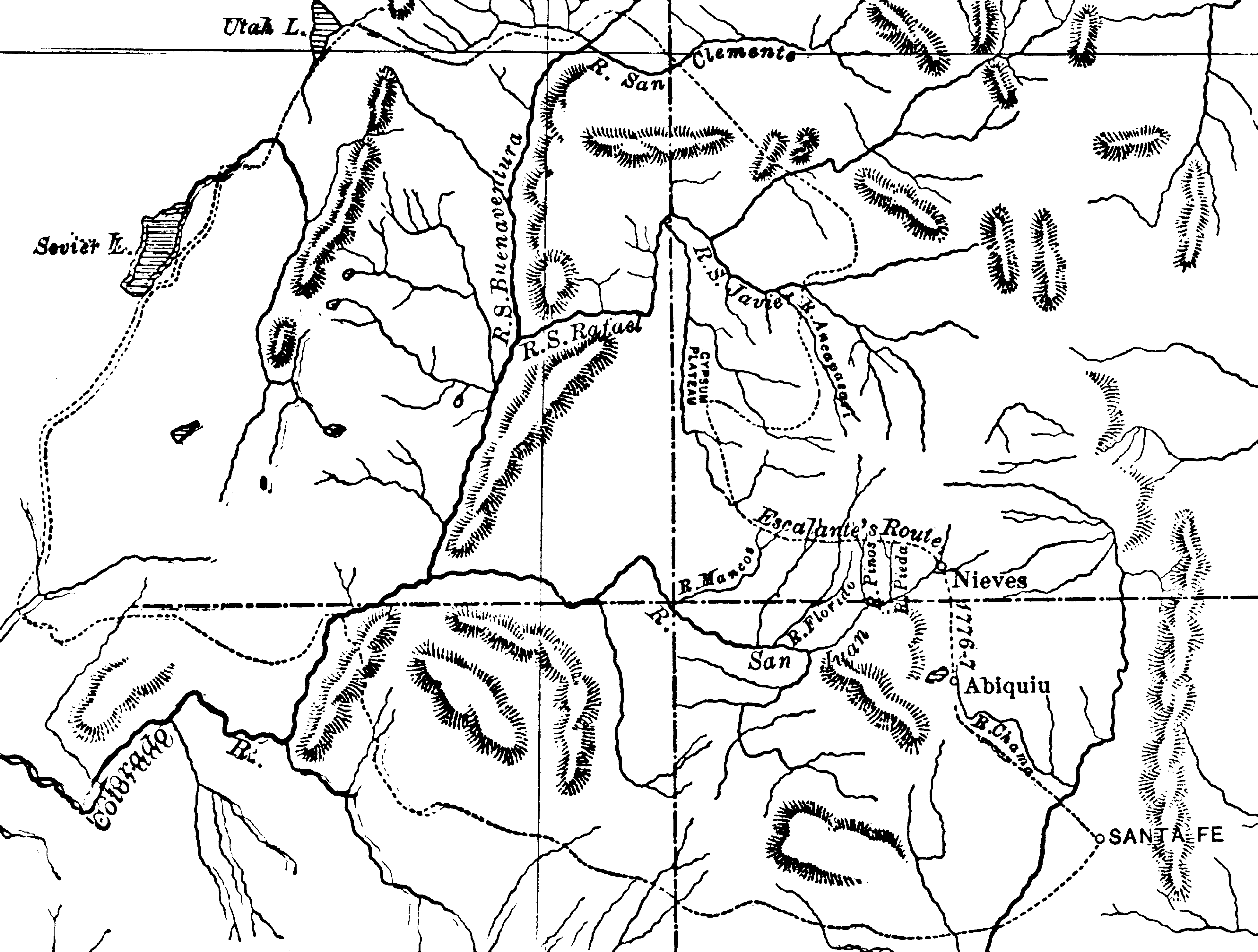
Droga wyprawy Dominguez-Escalante w roku 1776

Francisco Atanasio Domínguez (ur. około 1740, zm. w 1803), pochodzący z miasta Meksyk franciszkański ksiądz, misjonarz i odkrywca działający na południowym zachodzie Stanów Zjednoczonych.
W roku 1776 został wysłany przez władze zakonne do dzisiejszego Nowego Meksyku dla przeprowadzenia kontroli misji katolickich na szlaku wiodącym do Santa Fe. Nakazano mu również pomóc innemu franciszkaninowi, Silvestre Vélez de Escalante i kartografowi Bernardo Miera y Pacheco zorganizować i poprowadzić ekspedycję do misji w Monterey w Kalifornii, w czasie której zbadali Wielki Kanion Kolorado i byli pierwszymi białymi, którzy przeszli dzisiejszy stan Utah. Grupę tę określa się czasami mianem ekspedycji Dominguez-Escalante.
Po powrocie z Santa Fe do Miasta Meksyk Domínguez przedstawił władzom zakonnym raport, w którym skrytykował zarządzanie misji w Nowym Meksyku. Wbrew oczekiwaniom raport ten sprawił, że zamiast awansować w hierarchii zakonnej, wylądował w odległej misji w północnym Meksyku.
Wprawdzie wyprawa Dominguez-Escalante nie dotarła do Kalifornii, ani nie zbadała źródeł tajemniczej rzeki Buenaventura, dostarczyła niemniej wielu informacji o obszarach dzisiejszego Utah.